# US Campus Invasion Tour 2005
De US Campus Invasion Tour 2005 was een korte concerttournee van de Britse rockband Muse om de populariteit van de band in de Verenigde Staten te vergroten.
De tournee begon op 8 april 2005 in Boca Raton en eindigde op 7 mei 2005 in Austin. De band speelde meestal in een arena. Om zoveel mogelijk kaarten te verkopen en de populariteit van de band te vergroten waren de prijzen van de concertkaarten laag.

## Setlist
Een concert werd meestal geopend met Apocalypse Please. Daarnaast werden Hysteria en Assasin beide vijf keer gebruikt als opener. Tien keer werd Plug In Baby als afsluiter van het standaard concert gebruikt. Negen keer was dit Bliss en drie keer was dit Stockholm Syndrome. Het kwam drie keer voor dat er geen encore werd gespeeld.
1. Apocalypse Please
2. Hysteria
3. Assassin
4. New Born
5. Citizen Erased
6. Sunburn
7. Butterflies and Hurricanes
8. Thoughts of a Dying Atheist
9. Exo-Politics
10. Time Is Running Out
11. Bliss
12. Plug In Baby

Encore:
1. The Small Print
2. Stockholm Syndrome

### Gespeelde nummers
Een overzicht van de nummers die gespeeld werden tijdens de Black Holes and Revelations Tour.
| Album                              | Nummer                                            | Aantal keer gespeeld |
| ---------------------------------- | ------------------------------------------------- | -------------------- |
| Showbiz (1999)                     | Sunburn                                           | 11                   |
| Showbiz (1999)                     | Muscle Museum                                     | 5                    |
| Origin of Symmetry (2001)          | New Born                                          | 22                   |
| Origin of Symmetry (2001)          | Bliss                                             | 22                   |
| Origin of Symmetry (2001)          | Space Dementia                                    | 3                    |
| Origin of Symmetry (2001)          | Plug In Baby                                      | 17                   |
| Origin of Symmetry (2001)          | Citizen Erased                                    | 11                   |
| Origin of Symmetry (2001)          | Micro Cuts                                        | 4                    |
| Absolution (2003)                  | Apocalypse Please                                 | 21                   |
| Absolution (2003)                  | Time Is Running Out                               | 22                   |
| Absolution (2003)                  | Stockholm Syndrome                                | 22                   |
| Absolution (2003)                  | Hysteria                                          | 22                   |
| Absolution (2003)                  | Butterflies and Hurricanes                        | 22                   |
| Absolution (2003)                  | The Small Print                                   | 20                   |
| Absolution (2003)                  | Thoughts of a Dying Atheist                       | 17                   |
| Absolution (2003)                  | Ruled by Secrecy                                  | 11                   |
| Black Holes and Revelations (2006) | Assassin                                          | 20                   |
| Black Holes and Revelations (2006) | Exo-Politics                                      | 21                   |
| Geen                               | Crying Shame (B-kant van Supermassive Black Hole) | 9                    |
| Geen                               | Glorious (B-kant van Invincible)                  | 1                    |

## Medewerkers
- Matthew Bellamy - zang, gitaar en piano
- Christopher Wolstenholme - basgitaar en achtergrondzang
- Dominic Howard - drums

## Lijst van concerten
| Nr. | Datum         | Plaats       | Locatie                       | Voorprogramma |
| --- | ------------- | ------------ | ----------------------------- | ------------- |
| 1   | 8 april 2005  | Boca Raton   | FAU Arena                     | Razorlight    |
| 2   | 9 april 2005  | Jacksonville | Plush                         | Razorlight    |
| 3   | 10 april 2005 | Atlanta      | The Tabernacle                | Razorlight    |
| 4   | 12 april 2005 | Charlotte    | Dale F. Halton Arena          | Razorlight    |
| 5   | 13 april 2005 | Raleigh      | Disco Rodeo                   | Razorlight    |
| 6   | 15 april 2005 | Philadelphia | Liacouras Center              | Razorlight    |
| 7   | 16 april 2005 | College Park | Cole Field House              | Razorlight    |
| 8   | 17 april 2005 | Providence   | Peterson Fieldhouse           | Razorlight    |
| 9   | 19 april 2005 | Storrs       | Jorgensen Auditorium          | Razorlight    |
| 10  | 20 april 2005 | Amherst      | Curry Hicks Cage              | Razorlight    |
| 11  | 21 april 2005 | Buffalo      | Sphere Entertainment Complex  | Razorlight    |
| 12  | 23 april 2005 | East Lansing | Breslin Student Events Center | Razorlight    |
| 13  | 24 april 2005 | Muncie       | Emens Auditorium              | Razorlight    |
| 14  | 26 april 2005 | St. Louis    | The Pageant                   | Razorlight    |
| 15  | 27 april 2005 | Columbus     | PromoWest Pavilion            | Razorlight    |
| 16  | 28 april 2005 | Kent         | Manchester Field              | Razorlight    |
| 17  | 30 april 2005 | Louisville   | Jillian's                     | Circa Survive |
| 18  | 1 mei 2005    | Kansas City  | Uptown Theater                | Razorlight    |
| 19  | 3 mei 2005    | San Antonio  | Sunset Station                | Razorlight    |
| 20  | 4 mei 2005    | Dallas       | Gypsy Tea Room & Ballroom     | Razorlight    |
| 21  | 5 mei 2005    | Houston      | Cullen Performance Hall       | Razorlight    |
| 22  | 7 mei 2005    | Austin       | Music Hall                    | Razorlight    |